# Kerhartice (Jakartovice)
Kerhartice (1880 Kerhatice, 1890–1910 Kerhartice nebo Gerhartice; německy Gersdorf) jsou bývalou, téměř zaniklou, obcí, rozkládající se na moravské straně historické zemské hranice Moravy a Slezska. Jejich katastrální území nese název Kerhartice u Budišova nad Budišovkou a měří 4,93 km². Území je součástí obce Jakartovice v okrese Opava. Zástavba dědiny se rozkládá v nadmořské výšce 457 metrů, čtyři kilometrů od Moravské Harty, 3,3 km jižně od Hořejších Kunčic a sedm kilometrů jihozápadně od Jakartovic, u silnice druhé třídy č. 442, po které je značena cyklistická trasa č. 503. Vesnice stávala v údolí potoka, který od severu přitéká do vodní nádrže Kružberk. Západně od Kerhartic se nachází vrch Hůra (502 m) a severozápadně vrch Stráž (548 m)

## Název
Německy se obec nazývala Gersdorf, v letech 1890–1920 bylo v češtině kromě názvu Kerhartice používáno i pojmenování Gerhartice.

## Historie
První písemná zmínka o obci pochází z roku 1397. První záznamy o zdejším kostele pocházejí z konce 16. století. V roce 1804 byl na jeho místě postaven kostel svatého Martina. Kromě něj zde stály dva mlýny, lihovar. Lidé pracovali v břidlicovém lomu. V roce 1890 zde v 47 domech žilo 337 obyvatel, roku 1921 v 60 staveních 279 obyvatel, kteří byli převážně německé národnosti. Na počátku 20. století se domy začaly pokrývat jinými materiály a těžba břidlice upadala, což mělo vliv i na život v obci. V 1. polovině 20. století místní přebudovali Polouveský mlýn na vodní elektrárnu, která zásobovala elektrickou energií širší okolí Kerhartic. Po 2. světové válce bylo německé obyvatelstvo odsunuto. V letech 1948–1955 zde byla vybudována vodní nádrž Kružberk, pod jejíž hladinou zůstalo 28 domů na jihu obce.
V roce 1960 byly Kerhartice připojeny k Hořejším Kunčicím společně s Medlicemi a osadou Moravská Harta. Z důvodu zřízení prvního pásma hygienické ochrany kružberské přehrady byly později zbořeny i téměř všechny nezatopené domy a obec zanikla. V horní části zůstal jeden průmyslový objekt, který později sloužil jako farma Hořejších Kunčic, na počátku 21. století však byl opuštěn a chátrá. Dále tu zůstalo torzo kříže, dva domy a budova bývalého lihovaru, která je rovněž ve špatném stavu. V roce 1974 byly Kerhartice připojeny k Jakartovicím. U silnice k přehradě je patrný půdorys hřbitova se základy kostela svatého Martina, který byl v roce 1985 zbořen. Základy ostatních domů pohlcuje les. Kerhartice nemají status části obce, nýbrž jsou jakožto základní sídelní jednotka součástí části Hořejší Kunčice, a představují tedy neevidovanou místní část Hořejších Kunčic.

## Obyvatelstvo
|           | 1869 | 1880 | 1890 | 1900 | 1910 | 1921 | 1930 | 1950 |
| --------- | ---- | ---- | ---- | ---- | ---- | ---- | ---- | ---- |
| Obyvatelé | 333  | 314  | 337  | 327  | 285  | 279  | 284  | 127  |
| Domy      | 45   | 58   | 47   | 49   | 62   | 60   | 67   | 73   |

## Pamětihodnosti
- Smírčí kříž stojí na hřbitově[11]